# Pāvels Veselovs
Pāvels Veselovs (Riga, 15 luglio 1983) è un ex cestista lettone.
Alto 206 cm, giocava come ala.

## Carriera
Con la Lettonia ha disputato i Campionati europei del 2007.

## Palmarès
- Campionato lettone: 2

Ventspils: 2005-06, 2008-09